# L'última fugida
L'última fugida (títol original en anglès, The Last Runaway) és una novel·la històrica de Tracy Chevalier publicada el 2013.
La traducció catalana per Ernest Riera va ser publicada per RBA-la Magrana el setembre de 2013.

## Argument
Honor Bright és una jove anglesa quàquera i gran cosidora, experta en labors de retalls. El 1850 viatja a Ohio  amb la seva germana Grace. Quan arriben Grace mor de febre groga i Honor cerca recursos per sobreviure. Honor aviat aprèn que valors com la compassió i la igualtat no tenen cabuda en aquest lloc, marcat encara per l’esclavitud. La història canvia quan hi arriba una eslava fugitiva per la xarxa clandestina del Ferrocarril Subterrani i honor es veu en el dilemma entre el respecte de la llei i el seu ideal d'igualtat humana. És un novel·la de dones fortes, dramàtica i impecablement documentada.